# Mehmed Šakir Kurtćehajić
Mehmed Šaćir Kurtćehajić, (Bijelo Polje, 1844. – Beč, 1872.), prvi bošnjački novinar, začetnika tiskane riječi i novinarstva na bošnjačkom jeziku.

## Životopis
Mehmed Šakir Kurtćehajić je rođen u Bijelom Polju, 1844. godine, u porodici Mehmeda Kurtćehajića, koji je, kao kadija, službovao u nekoliko bosanskih gradova. Službovao je najprije kao pisar u sjedištu Pljevaljskog kadiluka, zatim pri sudu Novopazarskog sandžaka, da bi zatim bio premješten u Sarajevo, u vilajetsku službu. Godine 1866. godine počinje pisati u listu „Bosanski vjesnik“, a zatim pokreće list Sarajevski cvjetnik koji je izlazio tjedno, na četiri strane, dvojezično, s usporednim tekstom arebicom na turskom i ćirilicom na bošnjačkom jeziku. Godine 1869. godine, biva postavljen za direktora Vilajetske štamparije u Sarajevu. Obolivši od tuberkuloze, po savjetu liječnika, u srpnju 1872. godine, odlazi na liječenje u Beč gdje iste godine umire u 27-oj godini života.

## Vanjske poveznice
- Mehmed Šakir Kurtćehajić - prvi bošnjački novinar